# Лінкольнія (Вірджинія)
Лінкольнія (англ. Lincolnia) — переписна місцевість (CDP) в США, в окрузі Ферфакс штату Вірджинія. Населення — 22 922 особи (2020).

## Географія
Лінкольнія розташована за координатами 38°48′57″ пн. ш. 77°9′15″ зх. д. / 38.81583° пн. ш. 77.15417° зх. д. (38.815789, -77.154271).  За даними Бюро перепису населення США в 2010 році переписна місцевість мала площу 12,30 км², з яких 12,22 км² — суходіл та 0,08 км² — водойми.

## Демографія
Згідно з переписом 2010 року, у переписній місцевості мешкало 22 855 осіб у 8214 домогосподарствах у складі 5407 родин. Густота населення становила 1858 осіб/км².  Було 8555 помешкань (696/км²).
Расовий склад населення:
| - 47,6 % — білих - 20,8 % — чорних або афроамериканців - 15,3 % — азіатів - 0,5 % — корінних американців - 0,1 % — вихідців з тихоокеанських островів - 11,7 % — осіб інших рас |

До двох чи більше рас належало 4,1 %. Частка іспаномовних становила 26,3 % від усіх жителів.
За віковим діапазоном населення розподілялося таким чином: 22,3 % — особи молодші 18 років, 69,3 % — особи у віці 18—64 років, 8,4 % — особи у віці 65 років та старші. Медіана віку мешканця становила 35,6 року. На 100 осіб жіночої статі у переписній місцевості припадало 99,3 чоловіків;  на 100 жінок у віці від 18 років та старших — 97,6 чоловіків також старших 18 років.
Середній дохід на одне домашнє господарство  становив 109 449 доларів США (медіана — 90 126), а середній дохід на одну сім'ю — 113 485 доларів (медіана — 90 950). Медіана доходів становила 56 517 доларів для чоловіків та 52 266 доларів для жінок. За межею бідності перебувало 10,2 % осіб, у тому числі 17,5 % дітей у віці до 18 років та 8,0 % осіб у віці 65 років та старших.
Цивільне працевлаштоване населення становило 12 931 осіб. Основні галузі зайнятості: науковці, спеціалісти, менеджери — 21,4 %, освіта, охорона здоров'я та соціальна допомога — 14,0 %, публічна адміністрація — 12,2 %, будівництво — 11,2 %.